# Brahuis
Els brahuis (urdú: بروہی) són una ètnia dràvida que viu al Balutxistan. Encara que ètnicament separats dels balutxis, els brahuis estan emparentats culturalment amb aquests, havent absorbit llur cultura i passat per intenses relacions i barreges al llarg de segles. Es calcula que són més de dos milions, la majoria a l'antiga regió del Kanat de Kalat. La llengua dels brahuis, el brahui, és l'únic llenguatge dravídic septentrional. Hi ha qui el considera una resta de la llengua de l'antiga civilització de la vall de l'Indus. A causa del seu aïllament, el brahui té moltes paraules emprades al balutxi. Aquest poble sempre va estar sotmès a altres pobles fins que, sota els kans de Kalat, va crear un estat independent.